# GW190521
GW190521 (чи GW190521g; початкова назва, S190521g) — сигнал гравітаційної хвилі отриманий у результаті злиття двох чорних дір. Подія зафіксована обсерваторією LIGO і Virgo 21 травня 2019 о 03:02:29 UTC, і підтверджена 2 вересня 2020.
Є припущення що це було пов'язано з співведучим спалахом світла, якщо ця асоціація вірна то спалах стався біля трьох надмасивних чорних дір.